# Комацу Кијокадо
Комацу Кијокадо (小松 清廉, 3. децембар 1835 – 16. август 1870) био је јапански самурај касног Едо периода, који је служио клану Шимазу области Сацума поставши један од владиних званичника раног Меиџи периода. Познат је и под именом Комацу Татеваки (小松帯刀). Комацу је управљао феудалним поседом Јошитоши која је била део области Сацума. Добивши 1862. године титулу кароа држао је високу позицију у Сацума хану све до одбацивања феудалног система. Комацу је такође био потомак самураја Неџиме Шиненаге из Сенгоку периода.

## Биографија
Комацу је рођен као Кимоцуки Канешиге, четврти син Кимоцуки Канејошија који је био високо котирани вазал Сацуме са стипендијом од 5500 кокуа. Касније је усвојен од стране Комацу Кијомичија и оженивши његову сестру - Комацу Очику, постаје глава породице и добија ново име.
Касније постаје каро и 1862. године ради у служби Шимазу Тадајошија, даимјоа Сацуме. Постављен је за званичног медијатора између висококласних самураја и ниско рангираних попут Окубо Тошимичија. Такође је заслужан и за пружање склоништа Сакамото Рјоми по његовом рањавању у сукобу са снагама присталица шогуната.
У првим годинама Меиџи ере, Комацу је служио као званичник у царској влади.
Док је боравио у Кагошими, разболео се а затим и умро 1870. године.
Пре смрти написао је писмо Окото (његовој конкубини из Кјота) у коме јој упућује захтев да њиховог сина, Комацу Кијонаоа преда његовој жени Очики како би био одгајан као наследник породице Комацу. Сахрањен је у породичној гробници/храму Коматсу где ће почивати заједно са Очиком и Окотом. Данас се тај храм налази у граду Хијоки у садашњој префектури Кагошима.